# 政治短信 (美国)
美国的政治短信（英语：Political text messaging in the United States），指的是自2010年代末以来的美国各级别大选中作为政治广告活动的一部分发送的短信。这种短信在美国选举中得到了显著发展。

## 发展和增长
几十年来，政党领导人一直在探索利用短信作为拉票和竞选的工具。许多研究人员一直在使用短信来增加选民参与度。尽管伯尼·桑德斯在2016年竞选活动中将短信作为其宣传的重要手段，但在以前很少使用短信作为一种政治信息传达形式。然而，由于与传统拉票（公众演讲）相比，发短信的成本较低，在美国最近的选举中短信使用量显著增加。选民行为的变化，例如智能手机使用率增加、电话互动减少，也鼓励了政治短信的使用 。即使只有一小部分人回复每条短信，低成本和大量发送的短信也使政治短信变得非常有用。
美国联邦法律禁止未经同意发送大量自动短信。不过，政治竞选短信通常不受这项法律的约束，也就是说，对这方面的立法欠缺。
2021年最高法院的一项裁决（脸书诉Duguid等人案）进一步放宽了监管，这一裁决表明政治短信并不违反联邦对自动拨号的禁令，只要政治竞选活动不使用随机生成的号码，就无需征得收件人的同意。许多政党和政治活动能够从州选举登记册中检索公开的选民登记信息，包括其电话号码。许多人还使用政治数据经纪人来获取更多信息，以定位短信收件人。《纽约时报》报道称，颁布有意义的选民保护措施可能需要国会签署法案。
在2022年美国大选和各州选举中，美国人收到了超过150亿条政治短信。预计2024年这个数量将大大超过2022年。在2022年，共和党的政治短信数量基本是民主党的2倍。2022年，由于短信数量的增加，政治短信成为联邦通信委员会收到的最大投诉来源。许多美国人对这些短信持负面态度，认为它们侵犯了隐私，并反对它们常常带有世界末日般的语气和人为施加的紧迫感。政治错误信息是另一个问题，据《纽约时报》报道，这些短信“成为政治参与者悄悄传播社交媒体上已经充斥的分裂和虚假信息的便捷方式——只是避开了学术研究人员、核查组织和记者的公开审查。”。